# Gaspard Ulliel
Gaspard Thomas Ulliel (Neuilly-sur-Seine, 25 de novembro de 1984 — La Tronche, 19 de janeiro de 2022) foi um ator francês. Ficou conhecido por interpretar o jovem Hannibal Lecter em Hannibal - A Origem do Mal (2007), e o estilista francês Yves Saint Laurent na cinebiografia Saint Laurent (2014). Também foi garoto-propaganda do perfume Bleu de Chanel durante 12 anos. Ganhou o prêmio César de Ator Revelação por Eterno Amor em 2005, e o César de Melhor Ator em 2017 pelo filme Juste la fin du monde (2016) (É Apenas o Fim do Mundo / Tão Só o Fim do Mundo). Em 2022, Ulliel atuou na série Moon Knight da Marvel, interpretando o personagem Anton Mogart / Midnight Man.
Ulliel morreu em 19 de janeiro de 2022, aos 37 anos, após sofrer um acidente de esqui em Savoie, na França.

## Biografia
Ulliel nasceu no subúrbio parisiense de Neuilly-sur-Seine, filho de Christine Ulliel, uma stylist e produtora de desfiles de moda, e Serge Ulliel, um estilista. Ulliel era filho único.
Tinha uma cicatriz no lado esquerdo da bochecha, resultado de um arranhão feito por um cachorro quando tinha seis anos de idade. Seu obituário no jornal francês Libération o descreveu como tendo a "cicatriz mais famosa do cinema francês".
Ulliel estudou na escola bilingue École Jeannine Manuel em Paris, onde ele aprendeu a falar Inglês. Depois ele estudou cinema na Universidade de Saint-Denis.

## Carreira
Começou a atuar enquanto ainda estava na escola, aparecendo em Une Femme en Blanc, um filme para a televisão francesa. Ele também atuou em Cours Florent, onde foi descoberto pelo realizador de Les Égarés, André Téchiné.
Começou a aparecer em filmes feitos para a televisão no final dos anos 1990. Protagonizou inúmeras produções televisivas, incluindo La Bascule, Juliette, Julien l'apprenti e Le refuge. O primeiro filme de Ulliel foi Alias, em 1999. Desde então, ele tornou-se crescentemente popular e foi indicado ao César em 2003, por Embrassez qui vous voudrez, na categoria melhor ator jovem – masculino, arrecadando esse prémio mais tarde, em 2004, por seu papel em Les Égarés.
Em 2005, ganhou o prêmio César de Ator Revelação por Eterno Amor de Jean-Pierre Jeunet, no qual interpretou Manech, interesse amoroso da personagem de Audrey Tautou.
Em 2007, Ulliel interpretou o jovem Hannibal Lecter, papel-título de Hannibal - A Origem do Mal (Hannibal Rising), que estreou em 9 de Fevereiro de 2007. Ulliel inicialmente hesitou para a audição do papel por causa da popularidade do personagem. Este é seu segundo filme de língua inglesa, e o primeiro filme onde fala inglês num papel principal.
Em 2014, ele interpretou o estilista francês Yves Saint Laurent, na cinebiografia Saint Laurent de Bertrand Bonello, que lhe rendeu uma indicação ao prêmio César de Melhor Ator.
Em 2016 ele apareceu em dois filmes: Juste la fin du monde (BR: É Apenas o Fim do Mundo / PT: Tão Só o Fim do Mundo) de Xavier Dolan, ao lado de Marion Cotillard e Vincent Cassel, pelo qual ganhou o prêmio César de Melhor Ator; e no filme The Dancer de Stephanie Di Giusto, uma biografia da dançarina americana Loie Fuller.
Em 2018 ele protagonizou o filme Les Confins du Monde de Guillaume Nicloux ao lado de Gérard Depardieu, e o filme Eva de Benoît Jacquot ao lado de Isabelle Huppert. Também atuou no filme 9 Fingers de F. J. Ossang; e no filme sobre a Revolução Francesa, Un peuple et son roi (bra: A Revolução em Paris; prt: Uma Nação, Um Rei) de Pierre Schoeller.
Em 2019 ele interpretou o ator Igor Maleski no filme Sibyl de Justine Triet. No mesmo ano ele protagonizou a minissérie sobre viagem no tempo da Netflix, Era Uma Segunda Vez (Il était une seconde fois), onde interpretou Vincent Dauda.

## Bleu de Chanel
Ulliel foi anunciado como o garoto-propaganda da então-nova fragrância masculina da Chanel, Bleu de Chanel, em 16 de fevereiro de 2010, tornando-se o primeiro embaixador masculino da marca. Seu primeiro comercial de televisão para a campanha estreou em 25 de agosto de 2010, e foi dirigido por Martin Scorsese e filmado em Nova York. O vídeo também contava com a canção "She Said Yeah" da banda Rolling Stones.
O segundo comercial de Ulliel para o perfume foi dirigido por James Gray e lançado em 5 de fevereiro de 2015. O comercial foi filmado em Los Angeles e contou com o cover de Jimi Hendrix para a canção "All Along the Watchtower" de Bob Dylan.
Seu terceiro comercial para o Bleu de Chanel foi lançado em 1 de junho de 2018 e foi dirigido pelo cineasta britânico Steve McQueen. Filmado em Bangkok e em Londres, o vídeo também conta com "Starman" de David Bowie na trilha sonora.
Ulliel foi o garoto-propaganda do Bleu de Chanel durante 12 anos. Quando ele morreu, a Chanel divulgou um comunicado em suas contas oficiais do Instagram e Facebook em homenagem a ele. Sua última campanha para a fragrância foi lançada em 8 de dezembro de 2020. A Chanel também prestou homenagem à Ulliel durante seu desfile de Alta Costura Primavera/Verão 2022 na Paris Fashion Week em 25 de janeiro de 2022. Uma modelo vestida de noiva terminou o desfile carregando um buquê de flores camélias - a flor favorita de Coco Chanel - tingidas de azul meia-noite em referência ao perfume Bleu de Chanel.

## Últimos projetos
Entre abril e maio de 2021, Ulliel filmou La Vengeance au Triple Galop, um telefilme de comédia dirigido por Alex Lutz e Arthur Sanigou, onde ele interpretou o cirurgião plástico Danley Marchal-Widkins e atuou ao lado de Marion Cotillard e Audrey Lamy. O telefilme foi exibido pelo canal francês Canal Plus em 4 de outubro de 2021.
Em 4 de junho de 2021, Ulliel terminou de filmar o drama More Than Ever, dirigido por Emily Atef. O filme estreou no Festival de Cannes na seção Un Certain Regard em maio de 2022.
Em julho de 2021, Ulliel se juntou ao elenco da série da Marvel, Moon Knight (Cavaleiro da Lua), interpretando o personagem Anton Mogart / Midnight Man. Em 17 de janeiro de 2022, foi divulgado o primeiro trailer da série, que foi lançada no serviço de streaming Disney+ em 30 de março de 2022.
Em dezembro de 2021, Ulliel terminou de gravar seu último filme, Coma de Bertrand Bonello, um filme híbrido de live-action e animação onde Ulliel deu voz ao boneco Scott. Coma o primeiro filme a ser lançado após a morte do ator, fazendo sua estreia mundial no Festival de Cinema de Berlim em 12 de fevereiro de 2022, onde foi exibido em competição na seção Encounters.
Em dezembro de 2021, Ulliel começou a gravar Tikkoun, uma minissérie policial do canal Canal Plus sobre a fraude da taxa de carbono na França onde ele interpretaria um personagem inspirado no empresário francês Arnaud Mimran. Ulliel estava de férias das gravações de Tikkoun quando ele morreu após um acidente de esqui em 19 de janeiro de 2022. A minissérie foi dirigida por Xavier Giannoli, ainda tinha mais 84 dias de filmagem e Ulliel estava previsto para retornar ao set em 24 de janeiro de 2022. Em 18 de fevereiro de 2022, o Canal Plus confirmou ao site francês Le HuffPost que o ator Niels Schneider substituirá Ulliel na minissérie. Ulliel e Schneider eram amigos e atuaram juntos nos filmes Un peuple et son roi (2018) e Sibyl (2019).

## Vida pessoal
Ulliel namorou a atriz e cantora francesa Cécile Cassel de 2005 a 2007, e namorou Jordane Crantelle de 2008 a 2011.
De 2013 a 2020, Ulliel namorou a modelo e cantora francesa Gaëlle Piétri. Em 9 de Novembro de 2015, o casal anunciou que estava esperando o seu primeiro filho. O filho do casal, Orso, nasceu em 12 de janeiro de 2016.

## Morte
Ulliel morreu em 19 de janeiro de 2022, aos 37 anos de idade, em um hospital de La Tronche na França, devido ao acidente de esqui ocorrido no dia anterior no resort La Rosière em Savoie, quando ele colidiu com outro esquiador em um cruzamento entre duas pistas azuis (consideradas intermediárias ou mais fáceis) depois de virar à esquerda, possivelmente para se juntar aos seus amigos em uma pista adjacente, e sofreu um grave trauma cerebral.  Ulliel foi transportado de helicóptero para a unidade de trauma do Centre Hospitalier Universitaire Grenoble Alpes nas proximidades de La Tronche, onde morreu no dia seguinte por volta das 4 da tarde. Segundo a revista francesa Paris Match, Ulliel chegou no hospital com morte cerebral e foi oficialmente declarado morto cerca de 24 horas depois.
Uma investigação preliminar indicou que ambos os esquiadores caíram no chão após a colisão, e que Ulliel estava imóvel e inconsciente quando os socorristas chegaram. O diretor do resort La Rosière, Jean Regaldo, disse ao canal francês BFM TV que Ulliel não estava usando capacete quando o resgate chegou. Capacetes não são obrigatórios nas pistas de esqui francesas. O outro esquiador, um lituano de quarenta e poucos anos, usava capacete e não se feriu. Ele disse aos investigadores que a colisão não foi muito violenta.
Após ouvir os depoimentos do esquiador lituano e outras testemunhas do acidente, a promotora pública de Albertville, Anne Gaches, afirmou que o uso de capacete "não necessariamente mudaria as coisas", e que "não se notou velocidade excessiva, comportamento inadequado ou culpa de um dos dois esquiadores". Com base nos depoimentos, a promotora também declarou que os dois esquiadores evoluíram lado a lado e foram de encontro um ao outro. "No momento, é difícil dizer se foi o choque ou a queda que levou à morte do Sr. Ulliel", disse ela. Gaches também afirmou que nenhuma autópsia seria realizada no corpo de Ulliel. O resort ofereceu apoio psicológico tanto para o esquiador lituano, que ficou muito abalado, quanto para a família de Ulliel. Ulliel estava de férias no resort com sua ex-namorada, Gaëlle Pietri, e o filho de seis anos do ex-casal.
Em 27 de janeiro de 2022, foi realizado um velório para Ulliel na Igreja de St. Eustache, em Paris, que contou com a presença da família, amigos e colegas de elenco de Ulliel como Audrey Tautou, Marion Cotillard, Louis Garrel, Jérémie Renier (que também carregou o caixão), Isabelle Huppert, Nathalie Baye, Léa Seydoux e Vincent Cassel. Ulliel foi enterrado em uma cerimônia privada no Cemitério Père Lachaise em Paris. O resort La Rosière também prestou homenagem a Ulliel paralisando simbolicamente os teleféricos durante um minuto às 15h58, que foi a hora do acidente em 18 de janeiro.

## Filmografia

### Cinema
| Ano  | Filme                           | Personagem         | Notas              |
| ---- | ------------------------------- | ------------------ | ------------------ |
| 1999 | Juliette                        | Nicolas Dastier    |                    |
| 2000 | Julien l’apprenti               | Julien             |                    |
| 2001 | L'oiseau rare                   | Gaspard            |                    |
| 2001 | Le Pacte Des Loups              | Louis              |                    |
| 2002 | Embrassez qui vous voudrez      | Loïc               |                    |
| 2003 | Les Égarés                      | Yvan               |                    |
| 2004 | Le Dernier Jour                 | Simon              |                    |
| 2004 | Un long dimanche de fiançailles | Manech             |                    |
| 2005 | La maison de Nina               | Izic               |                    |
| 2006 | Paris, je t'aime                | Gaspard            | curta "Le Marais"  |
| 2007 | Jacquou Le Croquant             | Jacquou adulto     |                    |
| 2007 | Hannibal - A Origem do Mal      | Hannibal Lecter    |                    |
| 2008 | Un barrage contre le Pacifique  | Joseph             |                    |
| 2008 | La Troisième Partie du Monde    | François           |                    |
| 2009 | Le Premier Cercle               | Anton Malakian     |                    |
| 2009 | The Vintner's Luck              | Xas                |                    |
| 2009 | Ultimatum                       | Nathanaël          |                    |
| 2010 | The Princess of Montpensier     | Henri de Guise     |                    |
| 2011 | The Art of Love                 | William            |                    |
| 2012 | Mes amours décomposé(s)         | Corps              | curta-metragem     |
| 2012 | Tu honoreras ta mère et ta mère | Balthazar          |                    |
| 2012 | A Origem dos Guardiões          | Jack Frost         | Versão Francesa    |
| 2014 | Saint Laurent                   | Yves Saint Laurent |                    |
| 2016 | It's Only the End of the World  | Louis              |                    |
| 2016 | La Danseuse                     | Louis              |                    |
| 2017 | Ordeal                          | Jean               | curta-metragem     |
| 2018 | Eva                             | Bertrand Valade    |                    |
| 2018 | Les Confins du Monde            | Robert Tassen      |                    |
| 2018 | 9 Fingers                       | The doctor         |                    |
| 2018 | Un peuple et son roi            | Basile             |                    |
| 2019 | Sibyl                           | Igor               |                    |
| 2022 | Coma                            | Scott (voz)        | Lançamento póstumo |
| 2022 | More Than Ever                  | Matthieu           | Lançamento póstumo |

### Televisão
| Ano  | Título                                          | Personagem                  | Notas                                |
| ---- | ----------------------------------------------- | --------------------------- | ------------------------------------ |
| 1997 | Mission protection rapprochée                   | Olivier Rousseau            | 1 episódio                           |
| 1998 | Bonnes vacances                                 | Joël                        | Telefilme                            |
| 1999 | Le Refuge                                       | Quentin                     | 1 episódio                           |
| 1999 | La Bascule                                      | Olivier Baron               | Telefilme                            |
| 1999 | Juliette                                        | Nicolas Dastier             | Telefilme                            |
| 2000 | Julien l'apprenti                               | Julien com 14 anos          | Telefilme                            |
| 2000 | L'Oiseau rare                                   | Gaspard                     | Telefilme                            |
| 2004 | Navarro                                         | Thierry Morlaas             | 1 episódio                           |
| 2009 | Myster Mocky présente                           | Vários                      | 1 episódio                           |
| 2016 | Vadim Mister Cool                               | Récitant / Narrador (voz)   | Telefilme                            |
| 2019 | Era Uma Segunda Vez (Il était une seconde fois) | Vincent Dauda               | Minissérie                           |
| 2021 | La Vengeance au triple galop                    | Danley Marchal-Widkins      | Telefilme                            |
| 2022 | Moon Knight                                     | Anton Mogart / Midnight Man | série do Disney+, lançamento póstumo |

## Teatro
| Ano  | Título                 | Autor      | Diretor             |
| ---- | ---------------------- | ---------- | ------------------- |
| 2012 | Entertaining Mr Sloane | Joe Orton  | Michel Fau          |
| 2015 | Démons                 | Lars Norén | Marcial Di Fonzo Bo |

## Prêmios e indicações
| Ano  | Resultado | Premiação    | Categoria                  | Título                          |
| ---- | --------- | ------------ | -------------------------- | ------------------------------- |
| 2003 | Venceu    | Prix Lumière | Jovem Ator Mais Promissor  | Embrassez qui vous voudrez      |
| 2003 | Indicado  | César        | Ator Mais Promissor        | Embrassez qui vous voudrez      |
| 2004 | Venceu    | Étoile d'Or  | Melhor Revelação Masculina | Les Égarés                      |
| 2004 | Indicado  | César        | Ator Mais Promissor        | Les Égarés                      |
| 2005 | Venceu    | César        | Ator Mais Promissor        | Un long dimanche de fiançailles |
| 2017 | Venceu    | César        | Melhor Ator                | Juste la fin du monde           |